# Nationalparker i Irland
Der er seks nationalparker i Irland.
Tabellen nedenfor viser nationalparkerne i Irland. Den første park etableret i Irland var Killarney Nationalpark beliggende i County Kerry i 1932. Siden da er yderligere fem nationalparker blevet åbnet; den seneste er Ballycroy i County Mayo. De dækker 650 km², i alt 0,9 % af landets landareal.
| Nationalpark                              | Foto | Område         | Landområde | Etableret |
| ----------------------------------------- | ---- | -------------- | ---------- | --------- |
| Connemara Conamara                        |      | Amt Galway     | 20 km²     | 1980      |
| Glenveagh Gleann Bheatha                  |      | County Donegal | 170 km²    | 1984      |
| Killarney Cill Airne                      |      | County Kerry   | 105 km²    | 1932      |
| Burren Boireann                           |      | County Clare   | 15 km²     |           |
| Wicklow Mountains Sléibhte Chill Mhantáin |      | County Wicklow | 205 km²    | 1991      |
| Wild Nephin Néifinne Fiáine               |      | County Mayo    | 110 km²    | 1998      |